# Słupia (gmina Szczutowo)
Słupia – wieś w Polsce położona w województwie mazowieckim, w powiecie sierpeckim, w gminie Szczutowo. Ma status sołectwa.
Leży nad Jeziorem Urszulewskim. Przez wieś przepływa struga Urszulewka. Do 1976 działała tu czteroklasowa szkoła podstawowa.
| SIMC    | Nazwa   | Rodzaj                          |
| ------- | ------- | ------------------------------- |
| 1056505 | Koszary | część wsi (zniesiona w 2023 r.) |

## Podział administracyjny
W latach 1975–1998 miejscowość administracyjnie należała do województwa płockiego.

## Demografia
Według spisu powszechnego z 1921 we wsi były 34 budynki i 236 mieszkańców, spośród których wszyscy deklarowali się jako osoby narodowości polskiej wyznania rzymskokatolickiego.
Według Narodowego Spisu Powszechnego (III 2011 r.) wieś liczyła 114 mieszkańców.